# Sentinel-2
Sentinel-2 е космическа мисия, част от европейската програма за наблюдение на земята Коперник. Мисията е съставена от два спътника на полярна орбита в една и съща орбитална равнина, наречени Sentinel-2A и Sentinel-2B. Спътниците са оборудвани с мултиспектрален инструмент, който предоставя данни в 13 различни честотни ленти във видимия и инфра-червения спектър.

## Галерия
- Изображения, заснети от Sentinel-2
- Изображение на остров Хавай
- Ледени блокове в езерото Алакол в Казахстан
- Псевдо-цветово изображение на земеделски регион в Абруцо, Италия
- Псевдо-цветово изображение на Берлин
- Кипър
- Делтата на Амазонка
- Част от Алпите в източна Франция
- Ледник в Гренландия